# Ateliers Jouffre
Les ateliers Jouffre sont une entreprise artisanale de tapisserie d'ameublement créée en 1987 par Charles Jouffre. 
Situés à Lyon, Paris, New-York et Rabat, ses artisans imaginent, dessinent et fabriquent des rideaux, décors, tentures murales, fauteuils et canapés.

## Histoire
Les ateliers Jouffre ont été créés en 1987 par Charles Jouffre à Lyon, capitale de la soie. Un showroom et un bureau ont ensuite été installés en 1989 à Paris. Les ateliers Jouffre s'installent aux États-Unis en 1998 afin de démarrer de nouvelles collaborations avec des designers et architectes new-yorkais. En 2006, les ateliers Jouffre obtiennent le label Entreprise du patrimoine vivant. Le 11 octobre 2014, Charles Jouffre, est décoré de la légion d'honneur remise par Jean Michel de Lisle de la maison de Lisle, au sein de salon Pompadour de l'hôtel Le Meurice à Paris.
En 2014, Romain Jouffre intègre les ateliers new-yorkais en tant que Directeur Général de la filiale américaine. Il s'est également impliqué dans la gestion de la maison mère lyonnaise, afin de reprendre peu à peu les rênes des ateliers à la suite du départ à la retraite de Charles Jouffre.
Quelques années plus tard, les ateliers souhaitent se moderniser. En 2017, les ateliers new-yorkais déménagent dans de nouveaux locaux, toujours à Long Island City. Deux ans plus tard, en 2019, c'est au tour des ateliers lyonnais d'entreprendre trois mois de travaux dans leurs locaux déjà existants et qui ont été refait intégralement.
À la fin de l'année 2019, Jouffre investi au Maroc et acquiert l'entreprise Scène d'intérieur. Cet atelier tapissier, situé à Rabat, a été créé en 1990 par Charles Jouffre et un ami marocain, architecte. 

### Dates clés
- 1987 : Création des ateliers Jouffre à Lyon
- 1989 : Création du showroom parisien
- 1990 : Ouverture de la filiale Scène D'Intérieur à Rabat au Maroc
- 1998 : Implantation des ateliers à New-York
- 2005 : Rénovation du grand foyer de l'Opéra de Paris
- 2006 : Obtention du label EPV Entreprise du Patrimoine Vivant
- 2011 : Réalisations pour le Palais de l'Elysée
- 2012 : Renouvellement du label EPV
- 2014 : Romain Jouffre devient Directeur Général de la filiale américaine des ateliers Jouffre
- 2014 : Charles Jouffre est décoré de la Légion d'Honneur
- 2015 : Ouverture du showroom Par Excellence à New-York
- 2017 : Renouvellement du label EPV
- 2017 : Déménagement des ateliers new-yorkais
- 2019 : Rénovation des ateliers lyonnais
- 2020 : Acquisition de Scène d'Intérieur qui devient Jouffre Maroc
- 2021 : Déménagement des ateliers new-yorkais
- 2022 : Association avec Souchet Inspired Woodwork

## Labels et distinctions

### Qualibat
Les ateliers Jouffre sont certifiés Qualibat Tapisserie, Revêtements textiles tendus et Décoration d'Intérieur, un label de qualification et de certifications qui permet aux entreprises exerçant dans le domaine de construction de valoriser leurs compétences techniques et professionnelles, leur gestion de la qualité et l’importance de leurs moyens financiers et humains auprès de leurs parties prenantes.

### Grand Prix des Métiers d'Art de la Ville de Lyon
En 1989, Jouffre obtient le Grand Prix des Métiers d'Art de la Ville de Lyon.

### La Griffe Lyonnaise
En 2003, les ateliers Jouffre ont été récompensés par la Griffe Lyonnaise, événement créé par la Ville de Lyon et Le Grand Lyon, afin de remercier et honorer tous les artistes et artisans qui participent au rayonnement de la ville de Lyon et sa région. La Griffe lyonnaise représente six catégories: mode et accessoire, design et décoration, métiers d'art, gastronomie, communication visuelle et graphisme, multimédia.

### Légion d'Honneur
En octobre 2014, Charles Jouffre est décoré de la Légion d’Honneur dans le grand salon de l’hôtel Le Meurice. Cette distinction lui a été remise par Jean-Michel Delisle, Directeur de la maison Delisle, bronzier et ferronnier d'excellence.

## Projets

### Opéra Garnier
Depuis plus de dix ans, Jouffre travaille au service des architectes en chef des monuments historiques pour la rénovation du Palais Garnier.
En 2004, Jouffre collabore avec Alain Charles Perrot, architecte en chef des monuments historiques pour restituer en totale conformité avec les dessins de Charles Garnier, les cantonnières brodées et les rideaux drapés à l’italienne, disparues dans un incendie en 1921.
En 2019, une nouvelle partie de l’Opéra qui nécessite des travaux: les loges de l’empereur et de l’impératrice. Pascal Prunet, architecte en chef des monuments historiques, et Laurence Lobry, architecte du patrimoine, ont mené une enquête pour retrouver les matières d'origine. Ils se sont appuyés sur les gravures et les dessins de Charles Garnier. Plusieurs missions sont confiées à Jouffre : les artisans réalisent plusieurs tentures murales dans un tissu de la maison Prelle, la couverture des rampes des balcons et la réfection des banquettes en velours.